# Terremoti in Cile
Questo articolo riporta molti danni nel magnitudo di 8.0° o di più.
| Data              | Ora   | Luogo             | Magnitudo [1] | Vittime                                            |
| ----------------- | ----- | ----------------- | ------------- | -------------------------------------------------- |
| 11 settembre 1882 | 17:16 | Santiago del Cile |               |                                                    |
| 8 febbraio 1570   | 09:00 | Concepción        | 8,3°          | 2.000                                              |
| 16 dicembre 1575  | 14:30 | Valdivia          | 8,5°          | 1.121                                              |
| 13 maggio 1647    | 22:30 | Santiago del Cile | 8,5°          | 600                                                |
| 15 marzo 1657     | 19:30 | Concepción        | 8,0°          | 34                                                 |
| 8 luglio 1730     | 04:45 | Valparaíso        | 8,7°          | 3.000                                              |
| 25 maggio 1751    | 01:00 | Concepción        | 8,5°          | 65                                                 |
| 11 aprile 1819    | 10:00 | Copiapó           | 8,3°          | 133                                                |
| 19 novembre 1822  | 22:30 | Copiapó           | 8,5°          | 76                                                 |
| 20 febbraio 1835  | 11:30 | Concepción        | 8,5°          | 80                                                 |
| 7 novembre 1837   | 08:00 | Valdivia          | 8,0°          | 12                                                 |
| 13 agosto 1868    | 16:45 | Arica             | 8,5°          | 400                                                |
| 9 maggio 1877     | 21:16 | Iquique           | 8,5°          |                                                    |
| 16 agosto 1906    | 19:48 | Valparaíso        | 8,2°          | 3.000                                              |
| 4 dicembre 1918   | 07:47 | Copiapó           | 8,2°          | 6                                                  |
| 10 novembre 1922  | 23:53 | Vallenar          | 8,4°          | 800                                                |
| 1º dicembre 1928  | 00:06 | Talca             | 8,3°          | 279                                                |
| 23 gennaio 1939   | 23:32 | Chillán           | 8,3°          | 5.638 (dati ufficiali) tra 20.000 e 30.000 (stima) |
| 6 aprile 1943     | 12:07 | Ovalle            | 8,3°          | 12                                                 |
| 22 maggio 1960    | 15:11 | Valdivia          | 9,5°          | 3.000                                              |
| 3 marzo 1985      | 19:46 | Algarrobo         | 8,0°          | 177                                                |
| 27 febbraio 2010  | 03:34 | Cobquecura        | 8,8°          | 550                                                |
| 1º aprile 2014    | 22:10 | Iquique           | 8,2º          | 7                                                  |
| 16 settembre 2015 | 19.54 | Illapel           | 8,3°          | 8                                                  |

## Galleria d'immagini

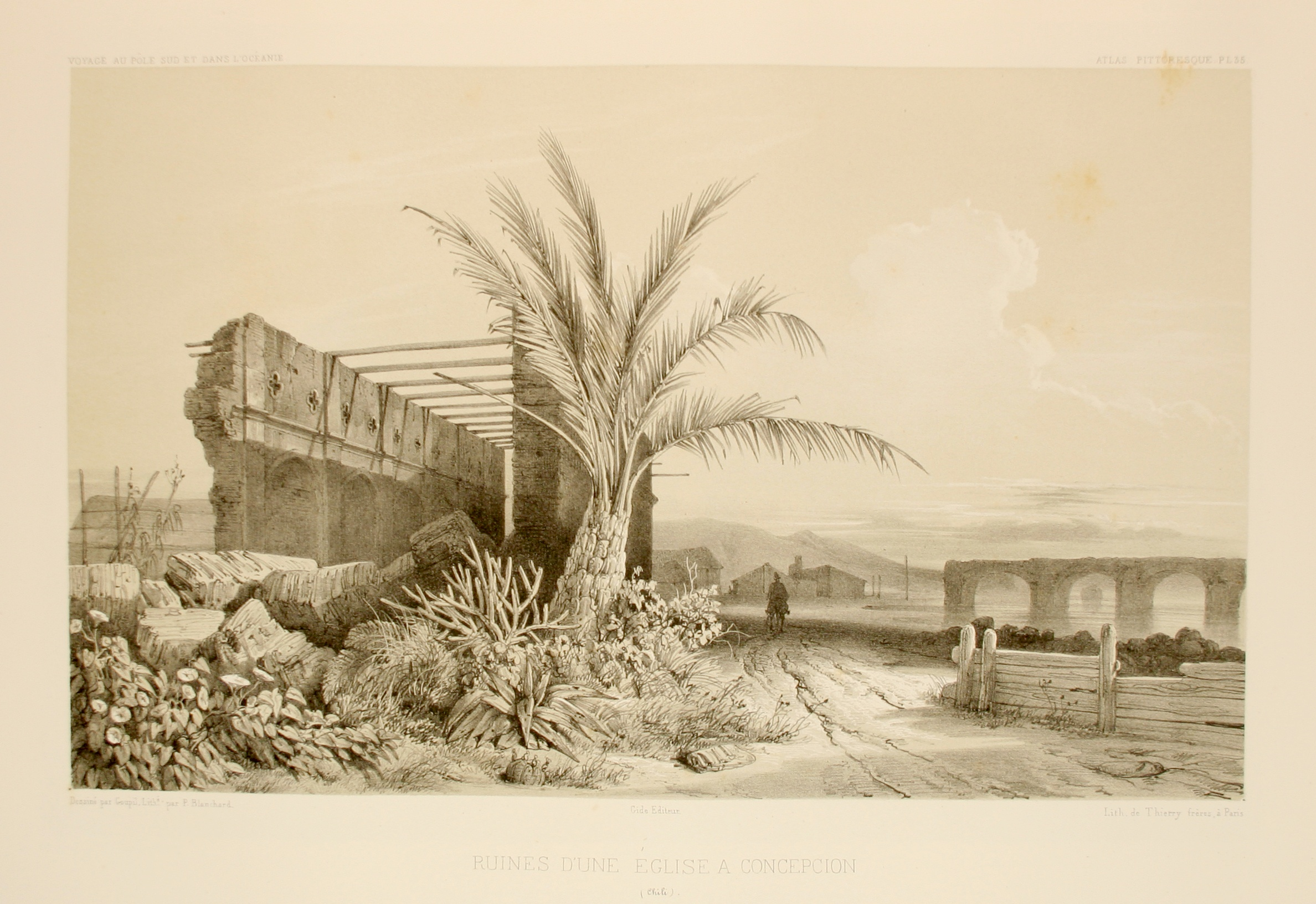
Terremoto del 1835, Concepción.
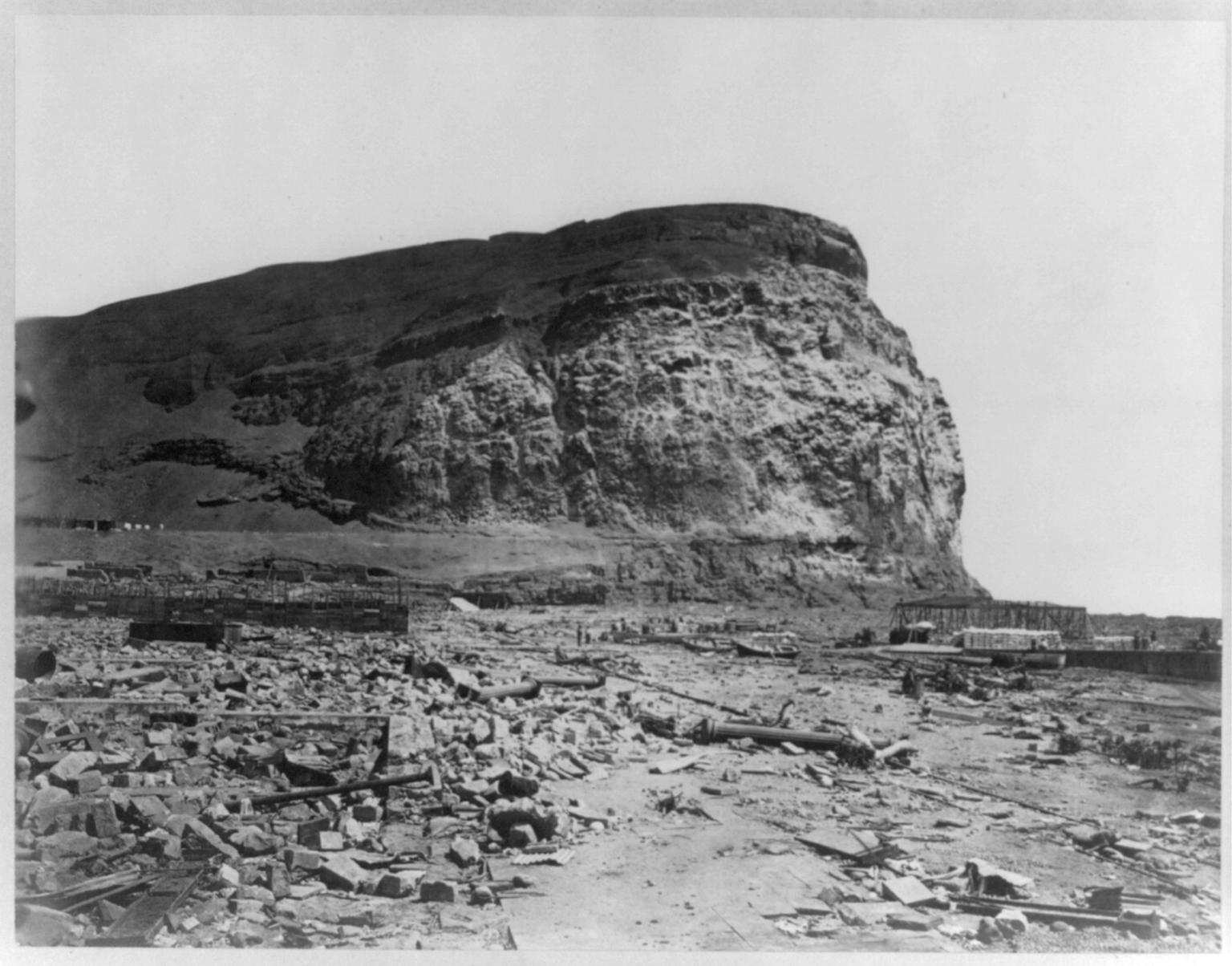
Terremoto del 1868, Arica.
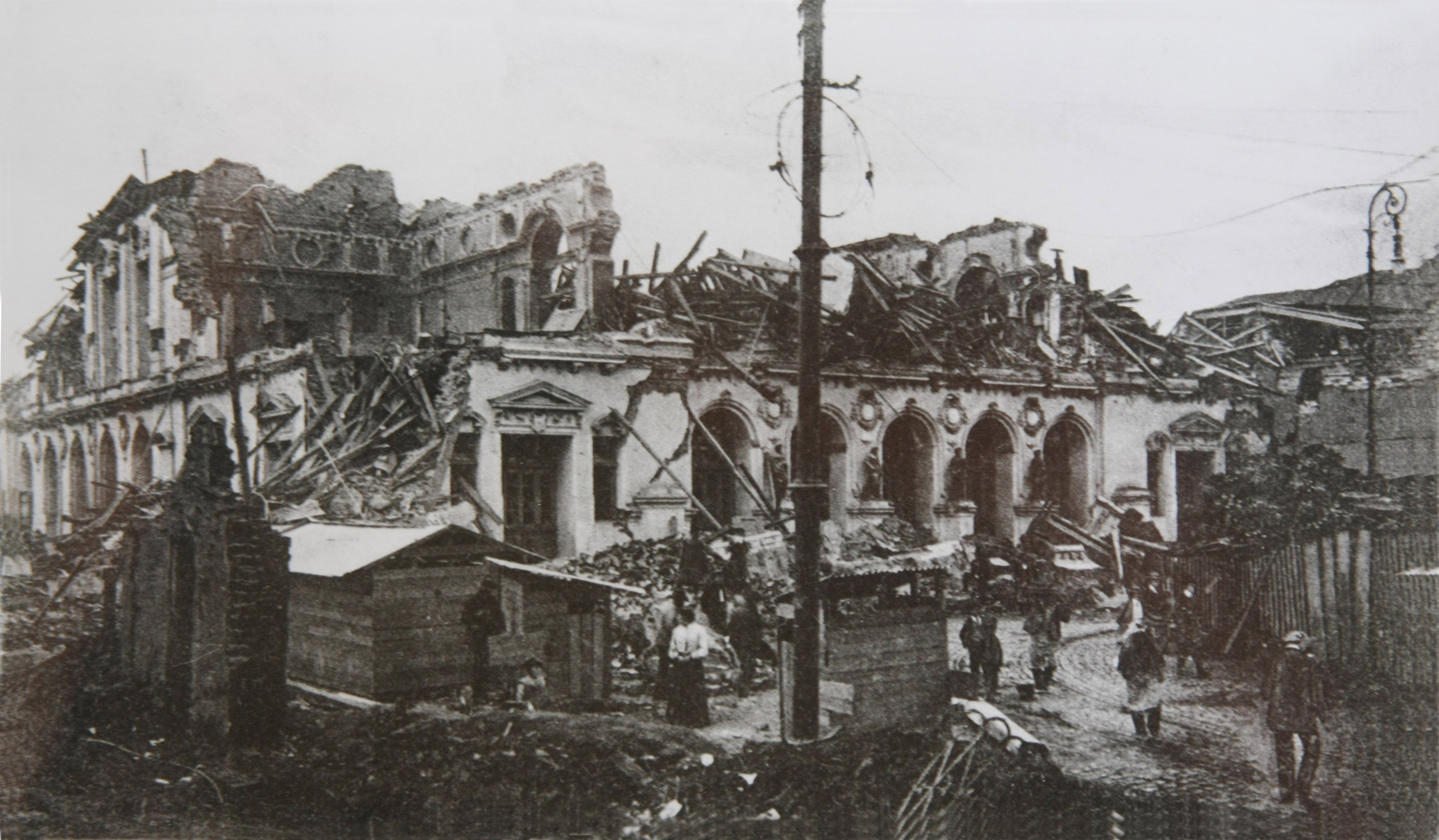
Terremoto del 1906, Valparaíso.
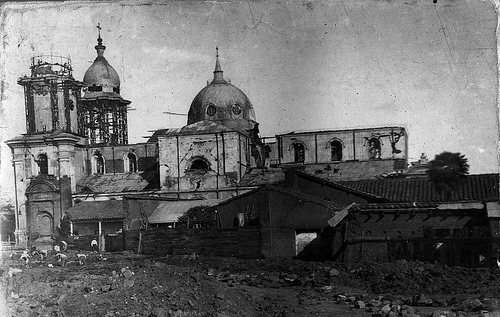
Terremoto del 1928, cattedrale di Talca.
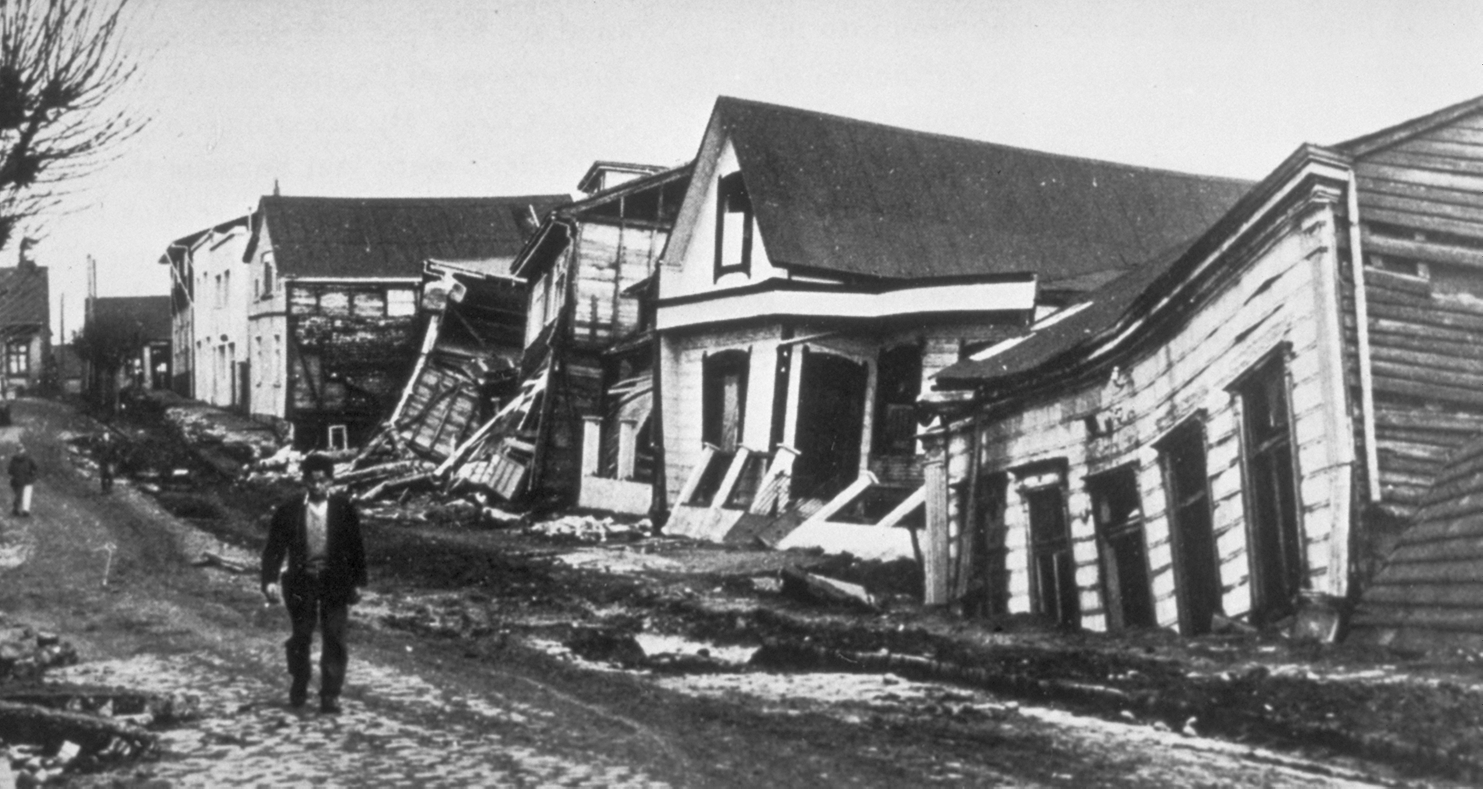
Terremoto di Valdivia del 1960, il "Grande Terremoto Cileno".
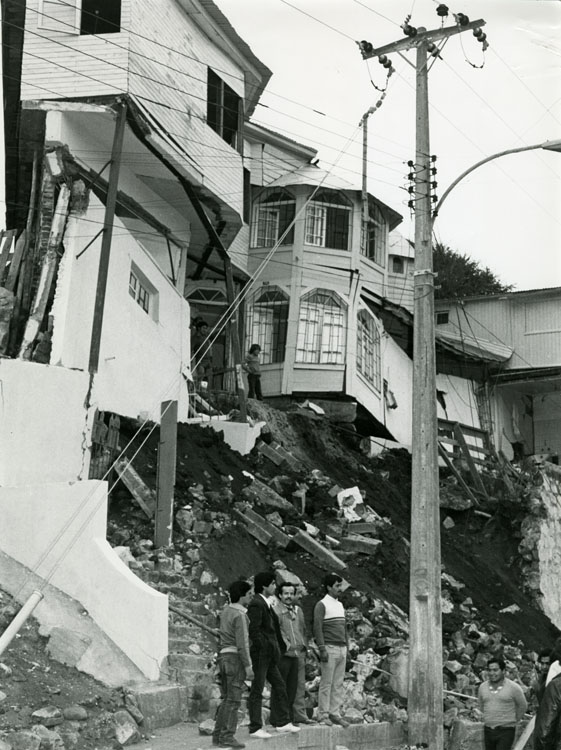
Terremoto del 1985, San Antonio.
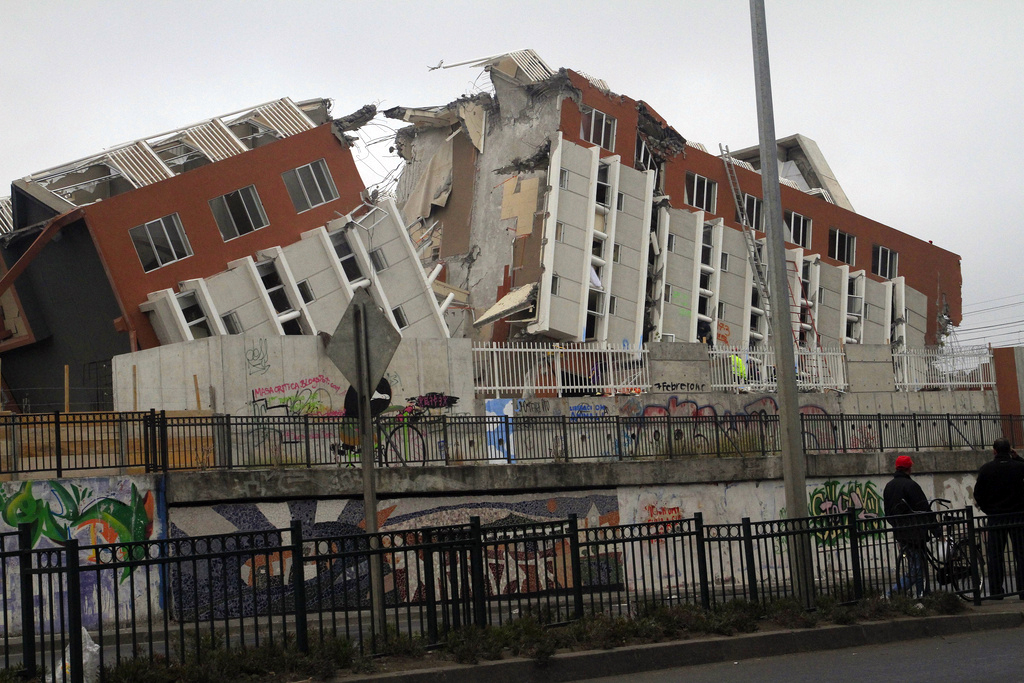
Terremoto del 2010, Concepción.
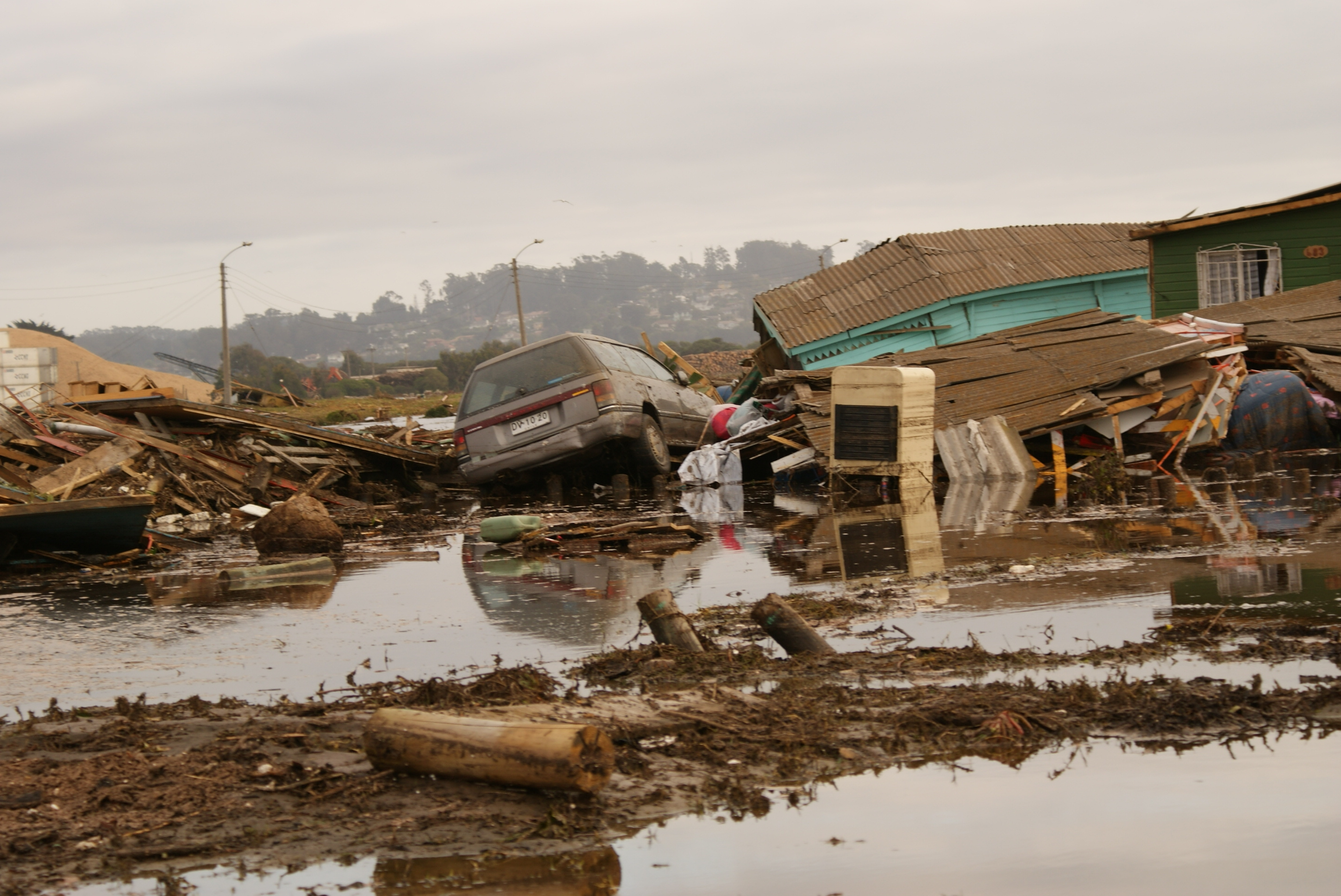
Terremoto del 2010, effetti dello tsunami a San Antonio.